# اولد سعيد يخلف (بني عمارت)
اولد سعيد يخلف هي إحدى مشيخات المملكة المغربية، تتبع جغرافيا لإقليم الحسيمة وإداريًا لبني عمارت. يقدر عدد سكانها بـ 3864 نسمة حسب الإحصاء الرسمي للسكان والسكنى لسنة 2004.